# Sideromelane

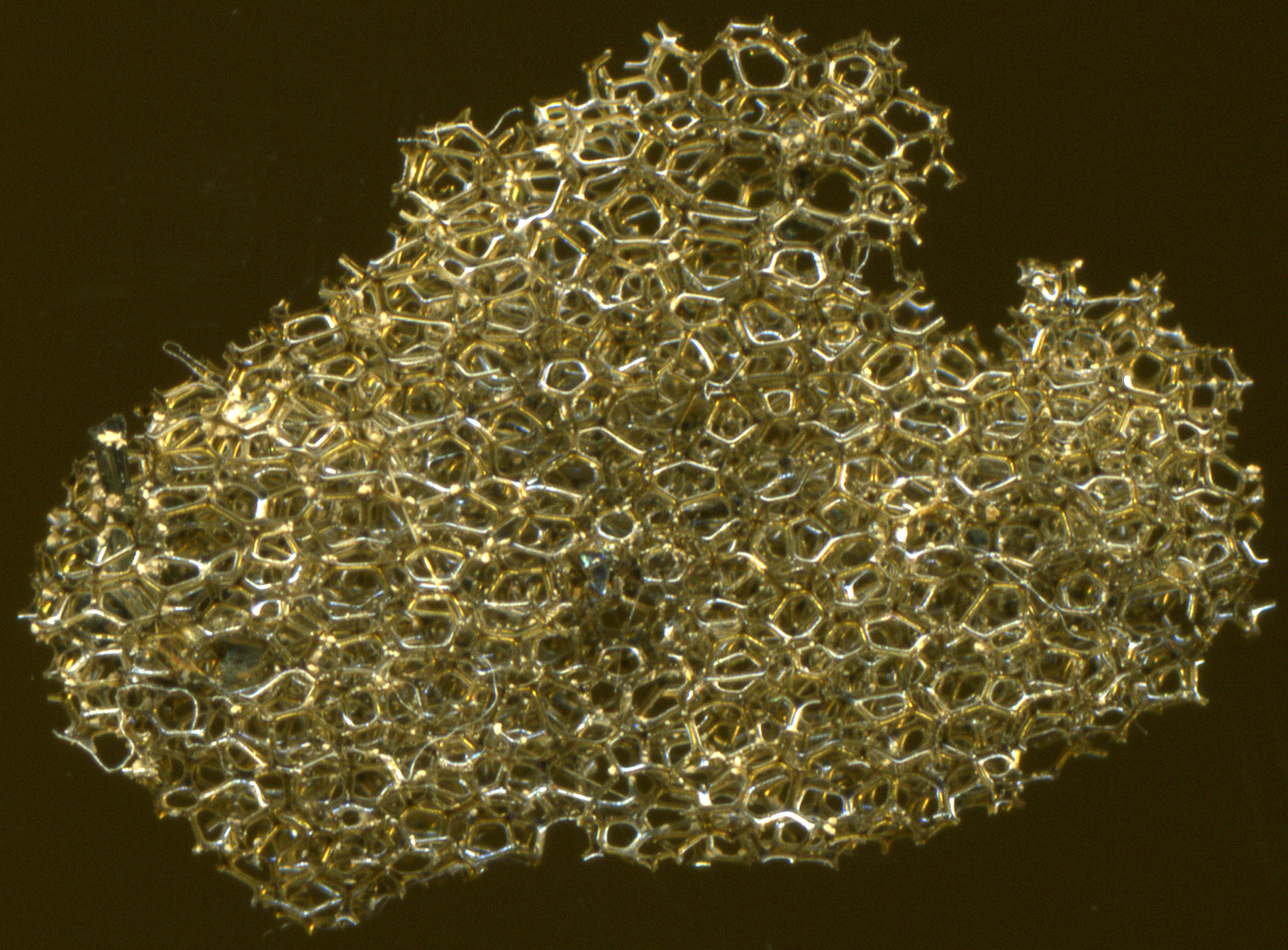
Sideromelane issu du volcan Kilauea d'Hawaii.

Le sideromelane est un verre basaltique appelé verre volcanique, habituellement présent dans le tuf palagonite, pour lequel il est caractéristique. C'est une forme moins commune de tachylite, avec lequel on le trouve habituellement ; néanmoins il lui manque les cristaux d'oxyde de fer dispersés dans le verre, et apparaissant donc transparents et purs, avec une couleur jaune-brun, au lieu du noir opaque du tachylite. Elle se forme à de plus hautes températures et avec une refroidissement plus rapide. La présence de sideromelane indique des températures de laves plus élevées, et une solidification proche de la cheminée (de l'évent), par un refroidissement rapide, dû à un environnement humide.
Le sideromelane se forme aussi durant des explosions de volcans sous-marins ou de volcans sous-glaciaires, et aussi en tant que fragments enchâssés dans une matrice de palagonite, formant des dépôts hyaloclastites. Le sideromelane est une roche mafique.